# Gauntlet
Gauntlet (Chinees: 圣铠传说) is een computerspel dat werd ontwikkeld door U.S. Gold en uitgegeven door Atari Games. Het spel kwam uit in 1985 als arcadespel en voor de Atari (8 bit). Later werd het spel ook uitgegeven voor de meeste homecomputers van die tijd. Het actiespel wordt van bovenaf getoond.
De speler kan kiezen uit de volgende personages met ieder hun specifieke sterke en zwakke eigenschappen:
- Thor the Warrior: hakbijl
- Thyra the Valkyrie: zwaard
- Questor the Elf: pijl-en-boog
- Merlin the Wizard: magische bollen

De speler moet zich door 100 levels heen vechten en ontmoet vele tegenstanders die hem weerhouden het einde te halen. Met sleutels kunnen deuren opengemaakt worden. Soms bevat een deur geen doorgang, maar een bonusitem. Er moet worden opgepast voor gif, omdat dit de levenskracht vermindert.
Het spel kan met een tot vier spelers gespeeld worden. 

## Platforms
| Jaar | Platform                                    |
| ---- | ------------------------------------------- |
| 1985 | Arcade, Atari 8-bit                         |
| 1986 | Amstrad CPC, Commodore 64, MSX, ZX Spectrum |
| 1987 | Atari ST                                    |
| 1988 | Apple II, Apple IIgs, DOS                   |
| 1989 | Macintosh                                   |
| 1990 | SEGA Master System                          |
| 2004 | J2ME                                        |
| 2005 | Xbox 360                                    |

## Ontvangst
| Beoordeeld door       | Platform           | Datum            | Score |
| --------------------- | ------------------ | ---------------- | ----- |
| Génération 4          | Atari ST           | 1987             | 94%   |
| Happy Computer        | Commodore 64       | 1986             | 84%   |
| Happy Computer        | Amstrad CPC        | 1986             | 84%   |
| Tilt                  | Commodore 64       | april 1987       | 75%   |
| GameSpot              | Xbox 360           | 23 november 2005 | 67%   |
| Power Play            | SEGA Master System | februari 1991    | 63%   |
| airgamer              | J2ME               | 5 februari 2005  | 56%   |
| All Game Guide        | Commodore 64       | 1998             | 50%   |
| Wham! gaming          | Xbox 360           | 25 januari 2006  | 30%   |
| The Video Game Critic | Atari 8-bit        | 2 april 2005     | 0%    |

## Trivia
- Het spel is opgenomen in het boek 1001 Video Games You Must Play Before You Die van Tony Mott.